# Agedrup Kirke
Agedrup Kirke ligger i landsbyen Agedrup tæt på Bullerup mellem Odense og Munkebo på Fyn.
- Agedrup Kirke fra nord
- Agedrup Kirke fra nordøst

- Agedrup Kirke fra øst
- Agedrup Kirke fra sydøst

- Agedrup Kirkes tårn fra syd
- Agedrup Kirkes indgang
- Agedrup Kirkes lighus

## Eksterne kilder og henvisninger
- Wikimedia Commons har flere filer relateret til Agedrup Kirke
- Agedrup Kirke hos danmarkskirker.natmus.dk (Danmarks Kirker, Nationalmuseet).

- Agedrup Kirke hos KortTilKirken.dk